# أهداف المبيعات القائمة على الأرباح
«عند طرح برنامج جديد، غالبًا ما يبدأ المديرون بفكرة الأرباح التي يريدون تحقيقها بالدولار ويسألون عن مستويات المبيعات اللازمة لتحقيقها. وحجم المبيعات المستهدفة (#) هو كمية مبيعات الوحدات المطلوب لتحقيق هدف الأرباح. والعائدات المستهدفة (بالدولار) هو الرقم المقابل للمبيعات بالدولار. ويمكن اعتبار كلا المقياسين كامتدادات لتحليل التعادل. . . . وعلى نحو متزايد، يُتوقع من العاملين في التسويق تحقيق أحجام المبيعات التي تفي بالأرباح المستهدفة لشركتهم. ويتطلب ذلك منهم في أغلب الأحيان مراجعة أهداف المبيعات مع تغير الأسعار والتكاليف.» وفي استقصاء لآراء حوالي 200 مدير تسويق أول، أجاب 71 بالمائة بأن مقياس «العائدات المستهدفة» كان مفيدًا جدًا، في حين وجد 70 بالمائة مقياس «أحجام المبيعات المستهدفة» مفيدًا جدًا.

## الغرض
إن الغرض من مقاييس أهداف المبيعات القائمة على الأرباح هو «التأكد من أن أهداف التسويق والمبيعات تتشابك مع أهداف الأباح.» وفي حسابات حجم المبيعات المستهدفة والعائدات المستهدفة، يذهب المديرون إلى ما هو أبعد من تحليل التعادل (النقطة التي تبيع عندها الشركة ما يكفي لتغطية تكاليفها الثابتة) «لتحديد مستوى مبيعات الوحدات أو العائدات المطلوبة ليس فقط لتغطية تكاليف الشركة، وإنما لتحقيق أهداف الأرباح الخاصة بها.»

## البنية
«حجم المبيعات المستهدفة: هو حجم المبيعات اللازمة لتحقيق الأرباح المحددة في خطط الشركة.»
حجم المبيعات المستهدفة (#) = [التكاليف الثابتة (بالدولار) + الأرباح المستهدفة (بالدولار)] / المساهمة لكل وحدة (بالدولار)
«إن معادلة حجم المبيعات المستهدفة ستكون مألوفة للذين أجروا تحليل تعادل من قبل. والتغيير الوحيد هو إضافة الهدف الربحي المطلوب إلى التكاليف الثابتة. ومن منظور آخر، يمكن النظر إلى معادلة حجم التعادل باعتبارها حالة خاصة من حساب حجم المبيعات المستهدفة العام - حيث لا يكون هناك هدف ربحي وتسعى الشركة لتغطية التكاليف الثابتة فقط. وفي حسابات حجم المبيعات المستهدفة، توسع الشركة نطاق هذا الهدف للوصول إلى الربح المطلوب.»
العائدات المستهدفة (بالدولار) = حجم المبيعات المستهدفة (#) * سعر البيع لكل وحدة (بالدولار)
أو
العائدات المستهدفة (بالدولار) = 100 * [ { التكاليف الثابتة (بالدولار) + الأرباح المستهدفة (بالدولار) } / هامش المساهممة (بالنسبة المئوية) ]